# Malam Jabba
Malam Jabba (Urdu مالم جبہ Malam Dschabba) ist ein Erholungszentrum im pakistanischen Swat-Tal, Karakorum. Das Erholungszentrum liegt ca. 40 km vom Hauptort des Swat-Tals, Saidu Sharif, entfernt und ist über eine Bergstrasse mit PKW erreichbar. Die Entfernung von Islamabad beträgt 314 km.

## Gründung
Die Gegend wurde im Jahr 1962 als geeigneter Standort für eine Skistation ausgewählt. Diese Auswahl erfolgte aufgrund einer Expertise von Mitgliedern der Akademisch-Sozialen Arbeitsgemeinschaft Österreichs (ASAG), die von der pakistanischen Regierung auf Empfehlung des damaligen österreichischen Botschafters Fritz Kolb zu Erkundungen eingeladen wurden.
In der Folge wurden ein Hotel sowie Skilifte errichtet. Allerdings stand das Hotel jahrelang leer und konnte nicht genutzt werden, weil es Streitigkeiten über den Betreiber gab. Dennoch erwies sich das Gebiet als Touristenmagnet. Etwa ab 1998 wurde das Hotel von der Pakistan Tourist Development Corporation (PTDC) betrieben. Ein Jahrzehnt lang galt Malam Jabba als bekannteste Ski-Station Pakistans und wurde besonders gern von Wintersportlern aus Islamabad und Peschawar, darunter zahlreiche Studenten, besucht. Auch im Sommer besuchten viele Pakistaner, aber auch Ausländer, die in Pakistan ihren Arbeitsplatz haben, das in 2500 m Seehöhe gelegene Erholungszentrum wegen des dann erfrischenden Klimas.

## Zerstörung
Im Zuge von Unruhen im Swat-Tal (das pakistanische Militär kämpfte gegen Taliban-Milizen) wurden die Anlagen im Jahr 2007 geschlossen und im Juni 2008 in Brand gesteckt.